# Приднепровский парк (Кременчуг)
Приднепровский парк (укр. «Придніпровський парк») — ландшафтный парк, расположенный в городе Кременчуг (Полтавская область, Украина). Один из двух парков, считающихся памятником садово-паркового искусства.

## Описание
Приднепровский парк расположен на левом берегу Днепра, вдоль реки сооружена дамба с набережной. На востоке граничит с Юбилейным парком. На декабрь 2011 года в парке насчитывалось 3 тыс. 300 деревьев. На территории парка расположена скала-реестр — памятник природы.

## История
До Второй мировой войны на месте современного парка располагались жилые дома и улицы, а также военный госпиталь. Перед госпиталем в конце XIX века был разбит Штабной сквер (позже переименован в сад имени Карла Маркса, Пролетарский сквер и, наконец, в Пионерский сквер). В предвоенное время сквер был передан детям, в нём работала библиотека, читальный зал, физкультурная площадка, буфет, кружки, а также летний кинотеатр, был построен фонтан. Вокруг сквера была сооружена ограда.
Во время немецкой оккупации на территории современного парка размещались узники концлагерей. В годы войны город был разрушен на 97 процентов. На берегу Днепра уцелели башня Потёмкина, а также пострадавшие от огня здания военного госпиталя. Руины других построек вдоль набережной были разобраны для сооружения парка. В результате было упразднено несколько дореволюционных улиц и переулков.

### Парк в советский период
Планирование парка на берегу Днепра началось вскоре после окончания войны, в 1949 году. В 1947 году был реконструирован Пионерский сквер, пострадавший в годы войны: была сооружена ограда, запущен фонтан (утраченные скульптуры пионеров на фонтане были заменены скульптурами животных). В 1950 году в сквере было построено типовое здание летнего кинотеатра «Днепр». Сам Приднепровский парк был заложен в 1959 году. Сквер с кинотеатром и бывший сквер на берегу Днепра были впоследствии включены в территорию парка. 

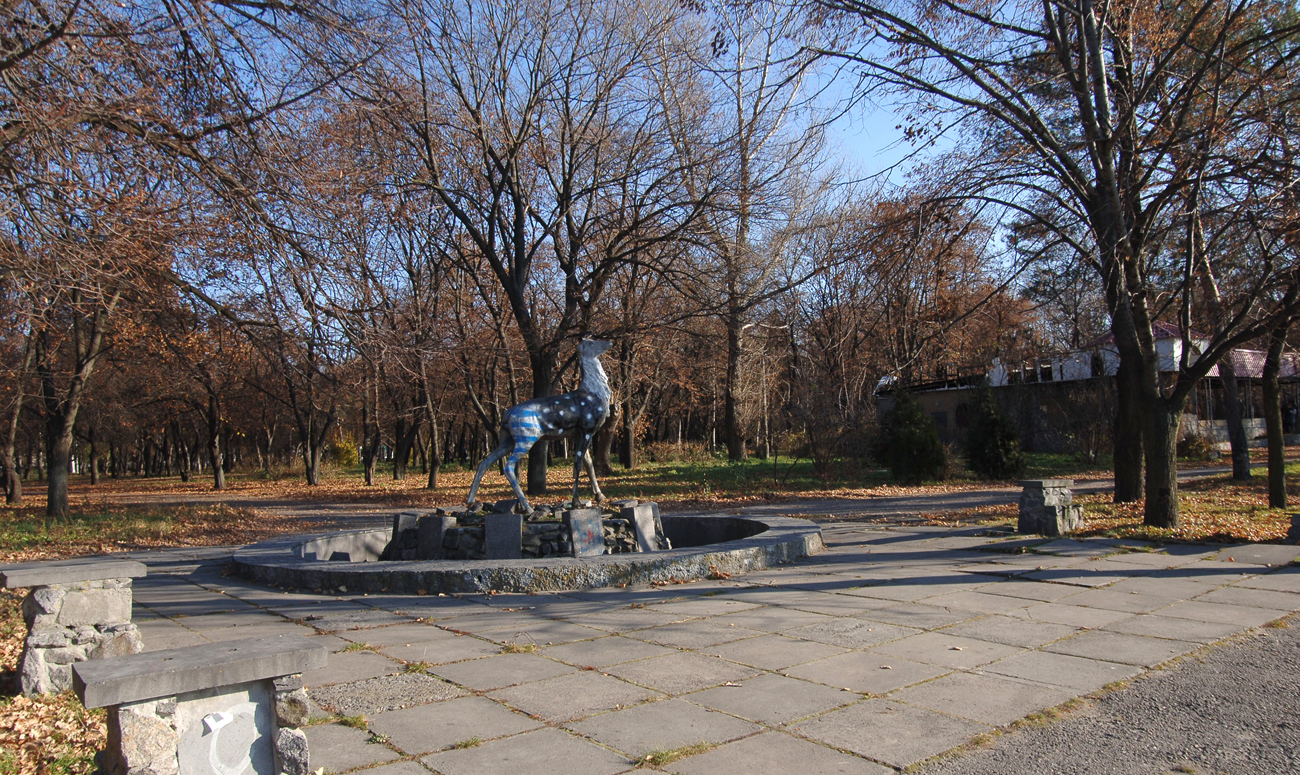
Скульптура оленя в 2012 году

В новом парке были восстановлены довоенные фонтаны (скульптура журавля на фонтане на набережной была заменена скульптурной группой «Олени»). Были установлены скульптуры спортсменов и пионеров, а также бронзовые фигуры Айболита и зверей. Был сооружен летний театр и беседки. Построено колесо обозрения и другие аттракционы. Вдоль набережной размещались лодочные станции, на остров «Фантазия» ходили лодки и катер. С 1959 по 1975 год проводилась реконструкция дамбы вдоль Днепра.
В 1967 году в честь 50-летия установления советской власти была заложена вторая очередь парка площадью 18 га, получившая впоследствии собственное имя — парк Юбилейный. В 1975 году Приднепровскому парку был присвоен статус памятника садово-паркового искусства. Вторым парком, удостоившимся такого статуса, стал Городской сад (тогда — парк Железнодорожников). В 1970 году была заложена третья очередь Приднепровского парка — парк Комсомольский (ныне — Студенческий).
В 1985 году в непосредственной близости от парка был открыт речной вокзал, принимавший пассажирские суда.

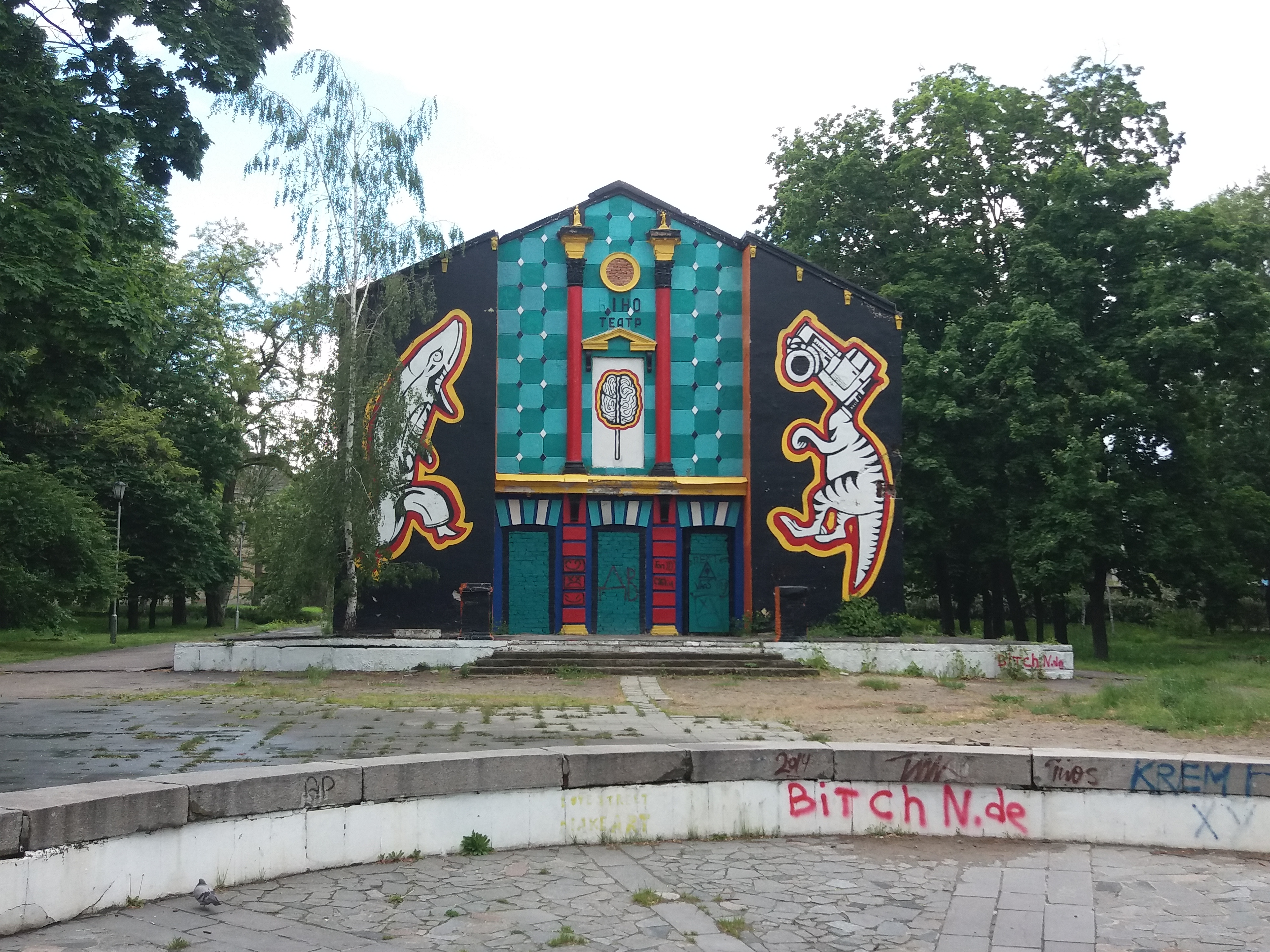
Бывшее здание кинотеатра в 2017 году

### Парк в независимой Украине
Большинство скульптур советского периода, а также беседки утрачены. Здание летнего кинотеатра заброшено, фонтан остановлен.
В 2003 году в парке была установлена скульптура «Шалтай-Болтай» высотой около четырёх метров, уничтожена вандалами в 2007 году. В 2004 году был открыт памятник ликвидаторам аварии на Черобыльской АЭС. В 2009 году на набережной был открыта скульптура «Щука из Кременчуга», по мотивам народной песни.
В 2011 году в парке были установлены новые аттракционы. В 2015 году проводилась реконструкция центральной аллеи парка. В том же году была открыта «Поляна сказок» — группа скульптурных элементов, созданных по мотивам произведения Александра Пушкина «Руслан и Людмила». В 2015 году заброшенный кинотеатр «Днепр» стал частью урбанистического фестиваля. Вскоре после здание было атаковано вандалами, после чего было законсервировано.